# Doues
Doues (pron. fr. AFI: [duə] ; Doue in patois valdostano) è un comune italiano sparso di 513 abitanti della Valle d'Aosta.
Si trova all'inizio della Valpelline.

## Geografia fisica

### Territorio
- Classificazione sismica: zona 3 (sismicità bassa)[6]

### Clima
In inverno le temperature sono particolarmente rigide. La Valpelline viene denominata localmente Combe Froide in francese o Coumba freide in patois, che vuol dire "valle fredda".

## Storia

### Epoca moderna
In epoca fascista, dal 1939 al 1946, il nome del comune è italianizzato in Dovia d'Aosta, in ragione della somiglianza fonetica e del fatto che Dovia è la frazione di Predappio dov'è nato Benito Mussolini.

### Simboli
Lo stemma e il gonfalone sono stati concessi con decreto del presidente della Repubblica del 22 aprile 1998.
Lo stemma comunale riprende quello dei nobili de la Crête, originari del paese, che furono creati signori di Doues dal duca Carlo II di Savoia nel 1543.
Il gonfalone è un drappo partito di giallo e di azzurro.

## Monumenti e luoghi d'interesse
- Chiesa parrocchiale di San Biagio
- Castello di La Crête, oggi trasformato in abitazione rurale, un tempo dei baroni La Crête e in seguito dei marchesi Pallavicini.

## Società

### Evoluzione demografica
Abitanti censiti

## Cultura

### Biblioteche
In Località Capoluogo ha sede la biblioteca comunale.

### Eventi

#### Carnevale dellaCombe Froide
A carnevale, di grande interesse la sfilata delle Landzette, le maschere tradizionali della Combe Froide. Tali maschere sono ispirate alla divisa delle truppe napoleoniche, che seminarono il terrore al loro passaggio nel maggio del 1800. Per esorcizzare questo evento, la popolazione della Combe Froide, la zona della Valpelline e della Valle del Gran San Bernardo, ha elaborato nei secoli una coloratissima parodia delle divise militari dell'epoca, e il giorno del carnevale percorrono tutti i comuni delle due vallate in maniera estremamente chiassosa e festosa.

## Amministrazione
Fa parte dell'Unité des Communes valdôtaines Grand-Combin.
Di seguito è presentata una tabella relativa alle amministrazioni che si sono succedute in questo comune.
| Periodo        | Periodo        | Primo cittadino | Partito      | Carica  | Note   |
| -------------- | -------------- | --------------- | ------------ | ------- | ------ |
| 28 giugno 1985 | 19 maggio 1990 | Adolfo Letey    | -            | Sindaco | [ 10 ] |
| 19 maggio 1990 | 29 maggio 1995 | Eugenio Isabel  | -            | Sindaco | [ 10 ] |
| 19 giugno 1995 | 8 maggio 2000  | Eugenio Isabel  | centro       | Sindaco | [ 10 ] |
| 8 maggio 2000  | 9 maggio 2005  | Eugenio Isabel  | lista civica | Sindaco | [ 10 ] |
| 9 maggio 2005  | 24 maggio 2010 | Eugenio Isabel  | lista civica | Sindaco | [ 10 ] |
| 24 maggio 2010 | 11 maggio 2015 | Franco Manes    | lista civica | Sindaco | [ 10 ] |
| 28 maggio 2015 | in carica      | Franco Manes    |              | Sindaco | [ 10 ] |

## Sport
In questo comune si gioca sia a palet che a rebatta, caratteristici sport tradizionali valdostani.
È presente anche un campo attrezzato per l'allenamento OCR (Obstacle Course Racing) e una gara annuale di OCR.
Per favorire l'escursionismo e la salita alle montagne nel comune si trova il rifugio Letey-Champillon.

## Galleria d'immagini

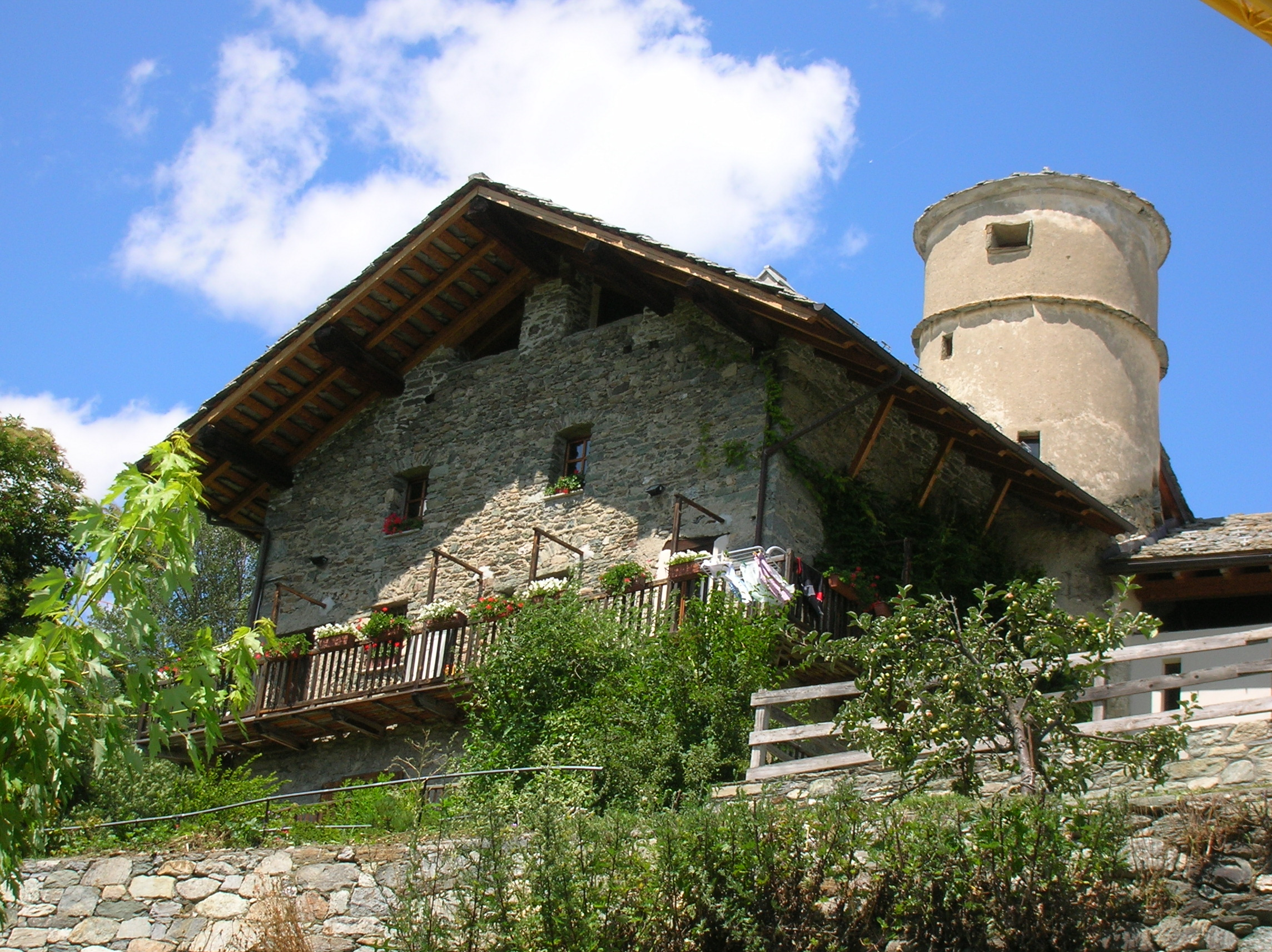
Il Castello La Crête
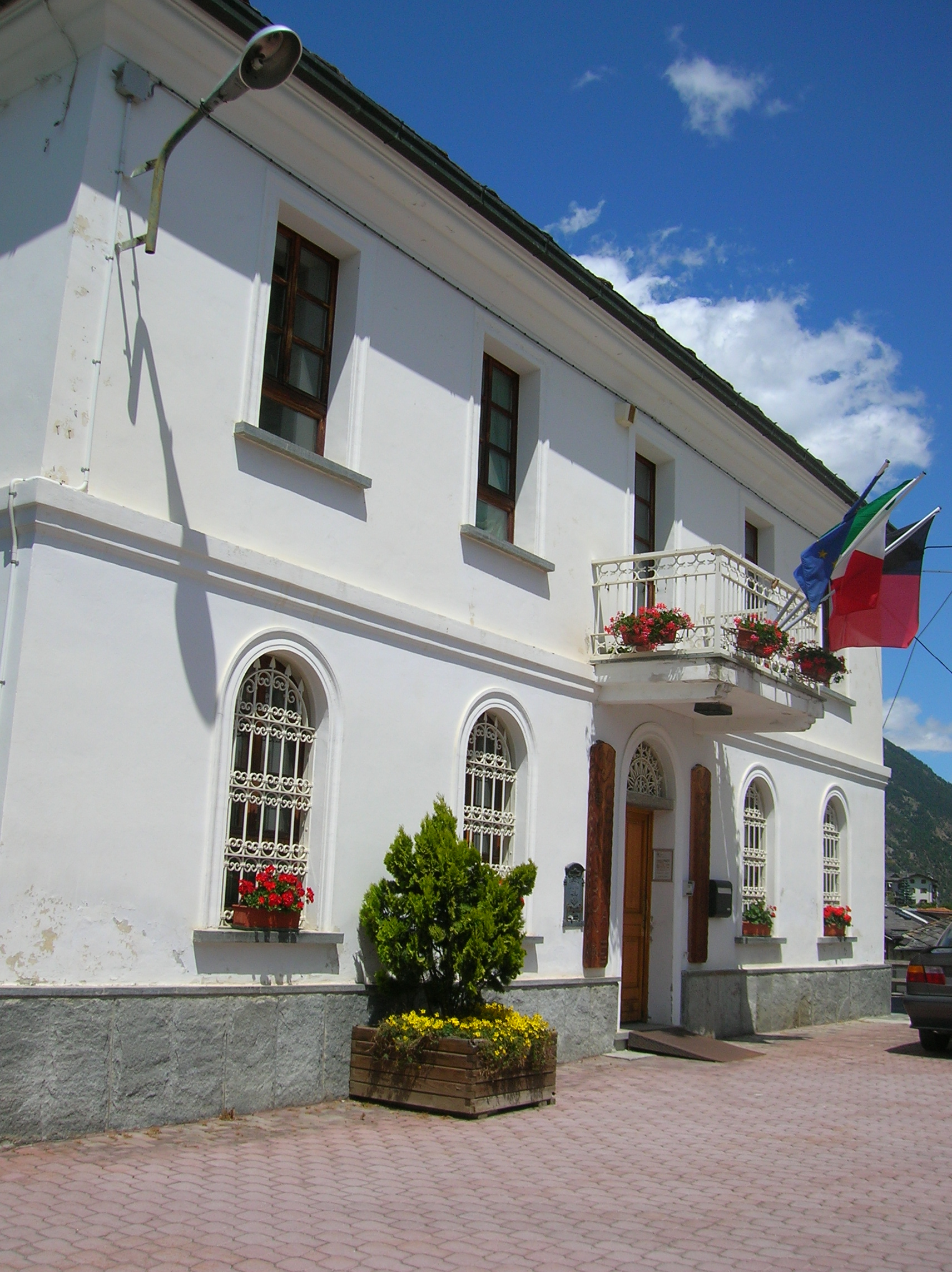
Il municipio
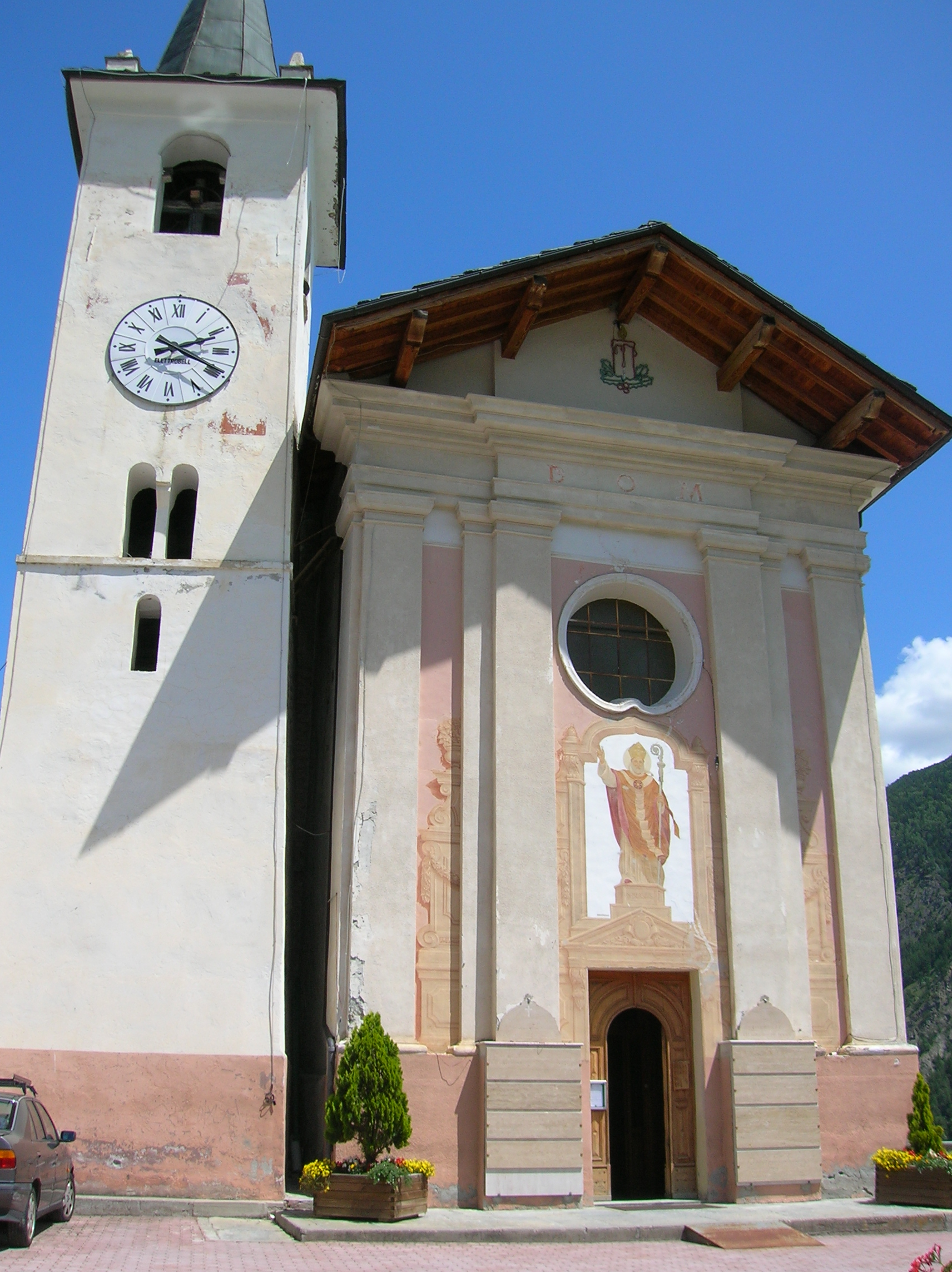
La chiesa parrocchiale
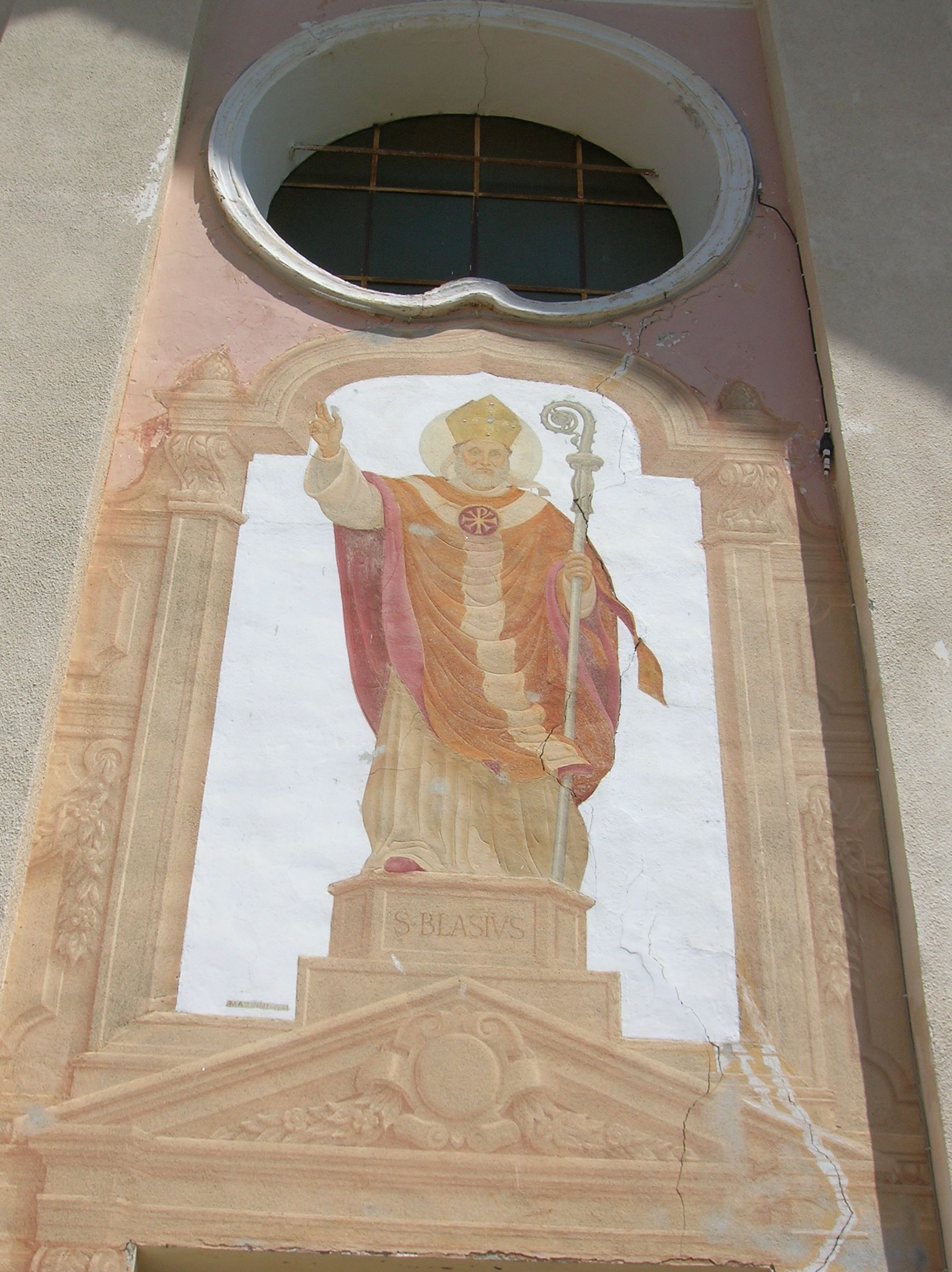
Dettaglio dell'affresco sulla facciata della chiesa